# Отвъдморски департаменти и територии на Франция
Френските отвъдморски департаменти и територии (на френски: départements et territoires d'outre-mer, често се използва акронима DOM-TOM от départements d'outre-mer – territoires d'outre-mer) са съвкупност от територии под френски суверенитет извън европейския континент. Те имат статут на:
- отвъдморски (задморски) департамент (département d'outre-mer)
- отвъдморска (задморска) територия (territoire d'outre-mer)
- отвъдморска (задморска) общност (collectivité d'outre-mer)

| Знаме/ Име         | Административен център | Население (2015) | Площ (km²) | Статут                              | Местоположение                                                                                  | Източник                                                                                |
| ------------------ | ---------------------- | ---------------- | ---------- | ----------------------------------- | ----------------------------------------------------------------------------------------------- | --------------------------------------------------------------------------------------- |
| Френска Гвиана     | Кайен                  | 254 541          | 83 534     | Отвъдморски (задморски) департамент | в Южна Америка                                                                                  | Статистически институт – Франция                                                        |
| Френска Полинезия  | Папеете                | 282 703          | 4,167      | Отвъдморска (задморска) общност     | в Южната част на Тихия океан                                                                    | ЦРУ Архив на оригинала от 2016-05-15 в Wayback Machine.                                 |
| Гваделупа          | Бас-Тер                | 400 132          | 1,628      | Отвъдморски (задморски) департамент | в Северна Америка (Карибски регион – в групата на Малки Антили)                                 | Статистически институт – Франция                                                        |
| Мартиника          | Форт дьо Франс         | 378 243          | 1,128      | Отвъдморски (задморски) департамент | в Северна Америка (Карибски регион – в групата на Малки Антили)                                 | Статистически институт – Франция                                                        |
| Майот              | Мамудзу                | 226 915          | 374        | Отвъдморски (задморски) департамент | в Африка (Индийски океан)                                                                       | Статистически институт – Франция                                                        |
| Нова Каледония     | Нумеа                  | 271 615          | 18 576     | Отвъдморска (задморска) територия   | в Южната част на Тихия океан                                                                    | ЦРУ Архив на оригинала от 2017-11-09 в Wayback Machine.                                 |
| Реюнион            | Сен Дьони              | 843 529          | 2,512      | Отвъдморски (задморски) департамент | в Африка (Индийски океан)                                                                       | Статистически институт – Франция                                                        |
| Сен Бартелми       | Густавия               | 7,237            | 21         | Отвъдморска (задморска) общност     | в Северна Америка (Карибски регион – в групата на Малки Антили)                                 | ЦРУ Архив на оригинала от 2012-10-29 в Wayback Machine.                                 |
| Сен Мартен         | Мариго                 | 38 247           | 87         | Отвъдморска (задморска) общност     | в Северна Америка (Карибски регион – в групата на Малки Антили)                                 | Статистически институт – Сен Мартен Архив на оригинала от 2016-09-30 в Wayback Machine. |
| Сен Пиер и Микелон | Сен Пиер               | 5,657            | 264        | Отвъдморска (задморска) общност     | група острови в Атлантическия океан намиращи се край бреговете на провинция Нюфаундленд, Канада | ЦРУ Архив на оригинала от 2008-03-06 в Archive-It                                       |
| Уолис и Футуна     | Мата-Уту               | 15 613           | 264        | Отвъдморска (задморска) общност     | в Южната част на Тихия океан                                                                    | ЦРУ Архив на оригинала от 2017-10-11 в Wayback Machine.                                 |